# Cardiophorus vittatus
Cardiophorus vittatus là một loài bọ cánh cứng trong họ Elateridae. Loài này được Lindberg miêu tả khoa học năm 1953.